# Tala (departamento)

O departamento de Tala destaca-se em vermelho, em meio à Província de Entre Ríos (Argentina), fronteiriça ao Uruguai.

Tala é um departamento da Argentina, localizado na província de Entre Ríos.